# Manewr Kristellera
Manewr Kristellera (rękoczyn Kristellera, chwyt Kristellera, zabieg Kristellera, ang. fundal pressure, Kristeller maneuver) – manewr położniczy, stosowany w czasie rodzenia się główki i barków, polegający na ucisku na dno macicy w celu skrócenia drugiego etapu porodu lub uniknięcia operacji.

## Charakterystyka
Opisał go w 1867 roku Samuel Kristeller.
Według sondażu manewr był stosowany w 84% ośrodków położniczych w USA w przypadku 17% porodów, w Holandii w przypadku 4%. Według ankiety 22% rodzących w Polsce w latach 2004–2014 ma pewność, że zastosowano na nich manewr Kristellera. Jest często stosowany w warunkach, gdy inne metody są trudno dostępne z powodu braku wykwalifikowanej kadry. Manewr określany jest jako kontrowersyjny, ponieważ jest mało dowodów wskazujących, że bolesny manewr jest pozytywny dla matki i dziecka, a część położników zupełnie neguje jego użyteczność, wskazując na możliwość licznych powikłań: przedwczesnego oddzielenia łożyska, uszkodzenia krocza, urazu mechanicznego dziecka.
W Polsce nie ma zakazu stosowania chwytu Kristellera. Zespół Ekspertów Polskiego Towarzystwa Ginekologicznego w stanowisku z 2016 roku przyznał, że choć rękoczyn wiąże się z powikłaniami, wprowadzenie administracyjnego zakazu jego wykonywania nie jest właściwym rozwiązaniem.
Oficjalnie nie jest stosowany, zdaniem konsultanta krajowego w dziedzinie ginekologii i położnictwa prof. Stanisława Radowickiego nie ma okoliczności, w której jego stosowanie jest uzasadnione.
U rodzącej manewr może spowodować:
- urazy krocza i zwieraczy odbytu,
- pęknięcie macicy i krwotok wewnętrzny,
- przedwczesne oddzielenie łożyska, krwotok i zagrożenie wykrwawieniem matki i dziecka,
- śmierć – w konsekwencji urazu i krwotoku.

Konsekwencje, jakie mogą się pojawić u dziecka:
- złamania kości,
- uszkodzenia splotu ramiennego,
- niedotlenienie,
- krwawienia wewnątrzczaszkowe,
- uszkodzenia innych nerwów i mózgu,
- niepełnosprawność lub śmierć w wyniku doznanych urazów.